# 클라라 알론소 (모델)
클라라 알론소(Clara Alonso, 1987년 9월 21일 ~ )는 스페인의 모델이다.